# معركة وادي سليط
معركة وادي سليط (بالإسبانية: Batalla de Guadalacete)‏، وقعت في عام 854 (240 هـ) على أبواب مدينة طليطلة في الأندلس بتحالف بين قوات مملكة أستورياس ومملكة نافارا ضد قوات إمارة قرطبة تحت قيادة محمد بن عبد الرحمن. وأسفرت عن انتصار المسلمين.

## أحداث المعركة
في بداية عهده الأمير محمد بن عبد الرحمن الأوسط، ثار أهل طليطلة، وحبسوا عامل الأمير، فأرسل لهم الأمير محمد أخاه الحكم بن عبد الرحمن بحملة لتأمين أهالي قلعة رباح الذين فرّوا من مدينتهم خوفًا من أهل طليطلة، فنزل بالمدينة، وأمّن أهلها، ودعّم تحصيناتها. كما أرسل الأمير بجيش آخر لقتال أهل طليطلة، إلا أن تلك الحملة انهزمت. فخرج لهم الأمير محمد بنفسه، وحين علموا بخروجه استعانوا بملك أستورياس ونافارا، وبعد وصوله بالقرب من طليطلة تقدم في أعداد قليلة من جيشه بعد أن كمن معظمه خلف التلال التي تحيط بالوادي، وأغرت هذه الأعداد القليلة أهالي طليطلة وحلفاءهم النصارى، فتقدموا للقائها على ثقة من تحقيق النصر، وعند ذلك ارتد محمد بجنوده متظاهرا بالهزيمة نحو وادي سليط، فلما تبعهم الثائرون انقضت عليهم الكمائن المختبئة ومزقتهم شر ممزق، وأبادوا جموعهم في ساعة من نهار، وقدر عدد القتلى بأحد عشر ألفا، وأسرت أعداد جمة، كان من بينها كثير من القساوسة الذين أعدموا على الفور.
يقول المؤرخ ابن عذاري عن المعركة «هي من أمهات الوقائع ولم يعرف بالأندلس مثلها»

وفيها يقول عباس بن فرناس، وشعره يكفينا من صفتها؛ وهو (طويل):